# August Giron
August Emil Otto Giron, född 17 april 1882 i Stockholm, död där 10 mars 1951, var en svensk sjöofficer.
August Giron var son till bokförläggaren Charles George Emile Giron och bror till Marc Giron. Han blev underlöjtnant i flottan 1903, kapten 1912, kommendörkapten av andra graden 1921 och av första graden 1927, övergick 1937 till reserven och befordrades samma år till kommendör. Giron tjänstgjorde som chef på torpedbåtar 1909–1910 och 1912–1913, som torpedbåtsdivisionschef 1915–1916, som chef för Stockholms torpedberedskap 1916–1917, som jagarchef 1918, som jagardivisionschef 1923, som avdelningschef för skeppsgosseavdelningen, som chef på pansarskeppet Oscar II 1930 och på pansarskeppet Drottning Victoria 1931–1932, som eskaderchef för Stockholmseskadern 1931–1940 och som statens kontrollofficer i lejdbåtstrafiken på Sydamerika 1941 och 1943. Giron genomgick Sjökrigshögskolan 1908–1909 och dess allmänna högre kurs 1910–1911, tillhörde Marinstaben 1911–1922, var lärare vid Sjökrigshögskolan 1918–1923, tjänstgjorde som sekreterare i Försvarsrevisionen 1921–1923 samt var marinattaché vid beskickningarna i Berlin och Köpenhamn 1923–1927 och vid beskickningen i Helsingfors 1925–1927. Åren 1927–1936 var han chef för sjömanskårens skolor i Karlskrona och 1936–1937 chef för Marinstabens mobiliseringsavdelning. Under spanska inbördeskriget tjänstgjorde Giron som administratör i Palermo för International Board for Nonintervention in Spain 1937–1939. Han utgav Sjöslaget utanför Skagerak (1917) och var huvudredaktör för minnesskriften Kungliga Sjökrigsskolan 1867–1942 (1–2, 1942) samt sjömilitär medarbetare i Dagens Nyheter 1939–1941. Giron blev ledamot av Örlogsmannasällskapet 1919. Han blev riddare av Vasaorden 1923 och av Svärdsorden 1924.